# Поза Трикутника
Поза Трикутника  (санскр. त्रिकोणासन) — Триконасана : (санскр. त्रि)— три, (санскр. आसन) «aсана» – положення тіла.
Користь: Завдяки виконанню цієї асани нормалізується кровообіг у нервах спини, стегон, рук, шиї та п'ят, поза також сприяє очищенню крові, що циркулює у цих ділянках тіла. Якщо деякий час поступово практикувати цю асану, то болі в тазостегнових суглобах, шиї, колінах і ліктях не тільки виявлятимуться рідше, а й повністю зникнуть без сліду. Крім того, практика цієї асани найкращий спосіб скоротити і позбутися жирових відкладень на стегнах, шиї, ліктях, колінах, зап'ястях, спині та в області пупка. 

## Виконання

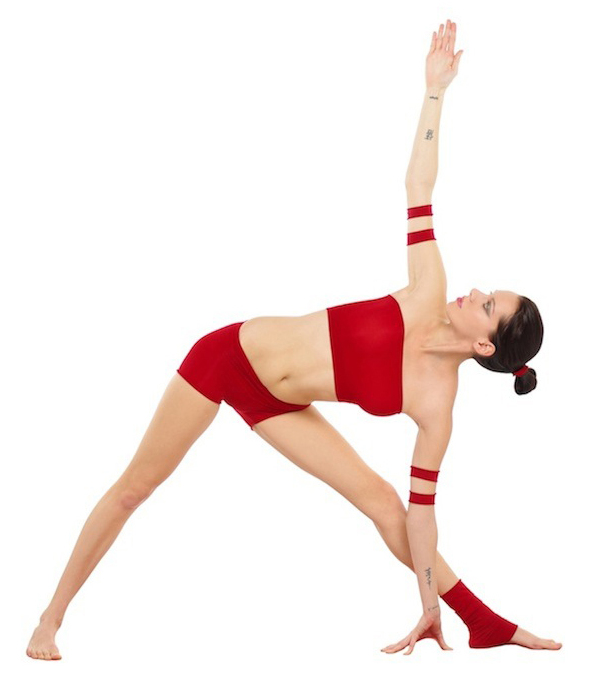

### Вихідне положення
1. Станьте в позу Тадасана. На видиху, поставте ноги на ширину 100-120 см. Утримуйте тазостегнові суглоби спрямованими вперед, коли повертаєте праву ногу і стопу на 90 градусів назовні вправо. Поверніть подушечку лівої (задньої) ноги на 30 градусів усередину вправо.
2. Займіть стійке, міцне положення, скорочуючи м’язи стегна (чотириглаві м’язи) так, щоб підтягти коліна вгору. Рівномірно розподіліть вагу між обома ногами. Коли ви піднімаєте підйоми стіп, поверніть обидві ноги назовні, розвертаючи їх у напрямку
друг від друга.
3. Вдихніть і підніміть ваші руки до рівня плечей. Видихніть, розтягуючись горизонтально від лопаток до кінчиків пальців рук. Вдихніть.
4. Видихніть і розтягуйте праву руку і праву сторону вашого тулуба (поверніть грудну клітку) вправо. Права сторона вашого тулуба розтягується доти, доки не стане паралельною з підлогою при прямому хребті. Праву п’ясть обіпріть об підлогу або праву ногу. Дуже важливо, щоб ваш хребет був прямим, ніж паралельним підлозі. 

### Утримання пози
1. При кожному вдиху фокусуйтеся на зусиллі і вирівнюванні ваших стіп і ніг. Тримайте зовнішню частину лівої п’яти міцно притиснутою до підлоги і повертайте ліву ногу назовні (піднімаючи ліве стегно).
2. Якщо ви можете утримати опору об підлогу і відведення ніг, ваш хребет буде природно розвантажуватися і витягатися при кожному видиху. Коли ваш хребет стане довше, відкрийте й поверніть грудну клітку в напрямку стелі (при кожному видиху).

### Завершення пози
Підніміть тулуб у вертикальне положення. На видиху стрибком поставте ноги й руки знову в позу Тадасана (стрибок може зняти напругу в тазостегнових суглобах і ногах). Затримайтеся в цій асані й усвідомте своє самопочуття. Потім повторіть вправу в іншу сторону. 

Важливі дії
• Ноги відведені в сторони друг від друга
• Підйоми стіп піднімаються
• Розтягуйте хребет і відкривайте грудну клітку при кожному видиху
• Витягайте шию
• Розтягуйте руки

Загальні попередження
Ця поза не підходить тим, у кого була операція на тазостегновому суглобі.
Щоб уникнути травми коліна:
1. Утримуйте коліно передньої ноги назовні від щиколодки, а ноги - прямими.
2. Переконайтеся, що ви зберігаєте однакову позицію передньої ноги коли входите в позу і коли виходите з неї. 
3. Тримайте підйоми стіп піднятими, вагу розподіляйте на зовнішню частину п’яти задньої ноги.
4. Якщо у вас надмірно виступаючі вперед коліна, тримайте коліно передньої ноги злегка зігнутим. Сильно напружуйте чотириглаві м’язи стегна, щоб підтримувати коліно